# Băița (Hunedoara)
Băița [ˈbəitza] (veraltet Boița; deutsch Pernseifen, ungarisch Boica) ist eine Gemeinde im Kreis Hunedoara in der Region Siebenbürgen in Rumänien.
Băița ist auch unter den ungarischen Bezeichnungen Medvepataka und Kisbánya bekannt.

## Geographische Lage

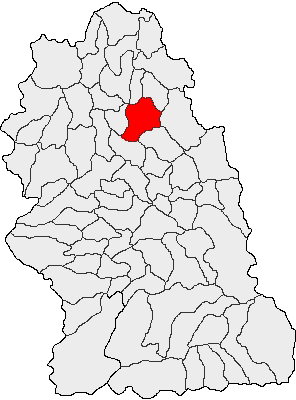
Lage der Gemeinde Băița im Kreis Hunedoara

Die Gemeinde Băița liegt im Südwesten Siebenbürgens, in den südlichen Ausläufern des Siebenbürgischen Erzgebirges (Munții Metaliferi). An der Kreisstraße (drum județean) DJ 706A gelegen, befindet sich der Ort ca. 23 Kilometer südlich der Kleinstadt Brad (Tannenhof) und ca. 25 Kilometer nördlich der Kreishauptstadt Deva (Diemrich) entfernt.

## Geschichte
Die Geschichte der Besiedlung der Region reicht bis in die Bronzezeit zurück; in einer archäologischen Fundstätte des eingemeindeten Dorfes Crăciunești, auf einem von den Einheimischen „Măgura“ (la Șuri) genannten Areal, wurden entsprechende Gegenstände entdeckt. Auf dem Territorium von Băița sind nach Berichten von G. Téglás, J. M. Ackner, C. Gooss, V. Christescu u. a. bei archäologischen Ausgrabungen Funde von Goldbergwerken, Goldwaschanlagen und mehrere Funde gemacht worden, welche in die Römerzeit deuten.
Der Ort Băița wurde unter der Bezeichnung Bulzzy 1364 erstmals urkundlich erwähnt.
In den Jahren 1941–1943 war auf dem Gebiet des eingemeindeten Dorfes Crăciunești ein Lager – „Lager Nr. 9 - Crăciunești“ – der rumänischen Streitkräfte im rumänischen Königreich. Hier waren sowjetische Soldaten gefangen. Nach Aussagen von Zeitzeugen war es eines der grausamsten Lager für sowjetische Kriegsgefangene; diese waren am Aufbau der heute stillgelegten Bahnstrecke Deva–Brad beteiligt.
Die früheren Gold- und Silberbergwerke, sowie die Blei-, Zink- und Kupferbergwerke der Gemeinde sind heute geschlossen. Hauptbeschäftigung der Bevölkerung sind der Abbau von Kalkstein, die Viehzucht und die Holzverarbeitung.

## Bevölkerung
Die Bevölkerung der Gemeinde entwickelte sich wie folgt:
| 1850 | 6.278 | 5.594 | 56  | 538 | 90            |
| 1900 | 9.432 | 8.293 | 352 | 704 | 83            |
| 1941 | 7.822 | 7.596 | 42  | 157 | 27            |
| 1992 | 4.720 | 4.644 | 21  | 28  | 27            |
| 2002 | 4.218 | 4.175 | 22  | 15  | 6             |
| 2011 | 3.712 | 3.614 | 14  | 4   | 80            |
| 2021 | 3.113 | 2.773 | 6   | 4   | 330 (18 Roma) |

Seit 1850 wurde auf dem Gebiet der heutigen Gemeinde die höchste Einwohnerzahl – gleichzeitig die der Ungarn – 1900 ermittelt. Die höchste Bevölkerungszahl der Rumänen (8.305) wurde 1910, die der Deutschen (713) 1890 und die der Roma (88) 1850 registriert. Des Weiteren wurden 1890, 1956 und 1977 je ein und 1966 zwei Ukrainer, 1956 ein Serbe und 1880 und 1966 je vier, 1900 und 1956 je drei, 1890 zwei und 2002 ein Slowake registriert.

## Sehenswürdigkeiten
- Die rumänische-orthodoxe Holzkirche Buna Vestire, 1727 errichtet, steht unter Denkmalschutz.[5]
- Die römisch-katholische Kirche in Băița
- Das Denkmal der einheimischen Opfer der Revolution von 1848
- Die Kirche Buna Vestire, 1674 im eingemeindeten Dorf Trestia (Rohrbach), und die Holzkirche Buna Vestire, Ende des 18. Jahrhunderts im eingemeindeten Dorf Hărțăgani (ungarisch Hercegány) errichtet, stehen unter Denkmalschutz.[5]

## Persönlichkeiten
- Mircea Sântimbreanu (1926–1999), Schriftsteller[10]